# Titus Buberník
Titus Buberník (Pusté Úľany, Checoslovaquia, 12 de octubre de 1933-Bratislava, Eslovaquia, 27 de marzo de 2022) fue un futbolista eslovaco que se desempeñaba como defensa.

## Selección nacional
Fue internacional con la selección checoslovaca en 23 ocasiones y convirtió 5 goles. Formó parte de la selección subcampeona de la Copa del Mundo de 1962, pese a no haber jugado ningún partido durante el torneo. 

### Participaciones en Copas del Mundo
| Mundial                        | Sede   | Resultado      | Partidos | Goles |
| ------------------------------ | ------ | -------------- | -------- | ----- |
| Copa Mundial de Fútbol de 1958 | Suecia | Fase de grupos | 1        | 0     |
| Copa Mundial de Fútbol de 1962 | Chile  | Subcampeón     | 0        | 0     |

### Participaciones en Eurocopas
| Copa          | Sede    | Resultado    | Partidos | Goles |
| ------------- | ------- | ------------ | -------- | ----- |
| Eurocopa 1960 | Francia | Tercer lugar | 2        | 0     |

## Clubes
| Club          | País           | Año       |
| ------------- | -------------- | --------- |
| VSS Košice    | Checoslovaquia | 1953-1956 |
| ČH Bratislava | Checoslovaquia | 1956-1968 |
| LASK Linz     | Austria        | 1968-1970 |

## Palmarés

### Campeonatos nacionales
| Título           | Club          | País           | Año  |
| ---------------- | ------------- | -------------- | ---- |
| Primera División | ČH Bratislava | Checoslovaquia | 1959 |

### Copas internacionales
| Título         | Club          | Sede            | Año  |
| -------------- | ------------- | --------------- | ---- |
| Copa Intertoto | ČH Bratislava | Padua (Italia)  | 1963 |
| Copa Intertoto | ČH Bratislava | Viena (Austria) | 1964 |